# Kladenți, Blagoevgrad
Kladenți (în bulgară Кладенци ) este un sat în Obștina Petrici, Regiunea Blagoevgrad, Bulgaria.

## Demografie
Componența etnică a satului Kladenți
     Bulgari (94,73%)
     Nicio identificare (5,26%)
     Altele (0%)
La recensământul din 2011, populația satului Kladenți era de 38 locuitori. Din punct de vedere etnic, majoritatea locuitorilor (94,73%) erau bulgari. Pentru 5,26% din locuitori nu este cunoscută apartenența etnică.